# Athene (Forschungszentrum)
Koordinaten: 49° 52′ 17,2″ N, 8° 38′ 17,6″ O
Athene, Eigenschreibweise ATHENE, ehemals Center for Research in Security and Privacy (CRISP), ist das größte Forschungszentrum für Cybersicherheit in Europa. Es beschäftigt sich mit Kernfragen der Cybersicherheit in der Digitalisierung von Staat, Wirtschaft und Gesellschaft. Direktor von ATHENE ist Prof. Michael Waidner.
Athene entwickelt Sicherheitslösungen, berät regelmäßig Wirtschaft und öffentliche Verwaltung und unterstützt Firmengründer und Startups. Dabei fließen die aus der Grundlagenforschung der Hochschulen gewonnenen Erkenntnisse in die weitere anwendungsorientierte Forschung ein. Mit seinen Forschungs- und Entwicklungsarbeiten deckt ATHENE ein sehr großes Spektrum von Expertisen ab, die für verschiedene Technologien und Anwendungsbereiche relevant sind, wie die Sicherheit von Systemen, Software, Anwendungen, Prozessen, Hardware, Daten oder der Internet-Infrastrukturen.
Das Forschungszentrum hat seinen Sitz in Darmstadt.

## Organisation
Athene ist eine Einrichtung der Fraunhofer-Gesellschaft unter Beteiligung der Fraunhofer-Institute Fraunhofer-Institut für Sichere Informationstechnologie (SIT) und Fraunhofer-Institut für Graphische Datenverarbeitung (IGD) sowie der Hochschulen Technische Universität Darmstadt (TU Darmstadt), Goethe-Universität Frankfurt am Main und Hochschule Darmstadt (HDA).
Es ist eines von drei vom Bundesministerium für Bildung und Forschung finanzierten Kompetenzzentren für IT-Sicherheit und dient als Nationales Forschungszentrum für angewandte Cybersicherheit.
ATHENE wird gefördert vom Bundesministerium für Bildung und Forschung (BMBF) und vom Hessischen Ministerium für Wissenschaft und Kunst (HMWK).

### Board
Das Athene-Board setzt sich aus Repräsentanten der Institute zusammen:
- Fraunhofer SIT: Michael Waidner (Leitung)
- Fraunhofer IGD: Dieter W. Fellner
- TU Darmstadt: Mira Mezini
- Goethe-Universität Frankfurt: Haya Schulmann
- Hochschule Darmstadt: Andreas Heinemann

## Geschichte
Die Geschichte von Athene reicht bis ins Jahr 1961 zurück, als das Deutsche Rechenzentrum (DRZ) in Darmstadt gegründet wurde. Damals war das Deutsche Rechenzentrum mit einem der leistungsfähigsten Großrechner Deutschlands ausgestattet und damit das erste Großrechenzentrum in Deutschland. Besonders am DRZ war, dass es von Universitäten und wissenschaftlichen Einrichtungen zu Forschungszwecken genutzt werden konnte. Nachdem das Arpanet sich immer weiter verbreite, rückte die Kommunikation zwischen den Maschinen in den Mittelpunkt der Forschung in der DRZ. Das DRZ hatte sich 1973 mit anderen Forschungseinrichtungen auf diesem Gebiet zur Gesellschaft für Mathematik und Datenverarbeitung (GMD) zusammengeschlossen. Die Gesellschaft gründete das Institut für Datenfernübertragung, das 1992 in Institut für Telekooperationstechnik umbenannt wurde. Unter der Leitung von Heinz Thielmann beschäftigte sich das Institut zunehmend mit Fragen der IT-Sicherheit und mit dem Aufkommen des Internets wurde die IT-Sicherheit immer wichtiger, so dass es 1998 in Institut für Sichere Telekooperation umbenannt wurde. Im Jahr 2001 fusionierte die GMD mit der Fraunhofer-Gesellschaft. Aus dem Institut für Sichere Telekooperation wurde dann 2004 das Fraunhofer-Institut für Sichere Informationstechnologie (Fraunhofer SIT). Gründungsdirektorin war Claudia Eckert.
1975 gründete José Luis Encarnação die Forschungsgruppe Graphisch-Interaktive Systeme (GRIS) am Fachbereich Informatik der Technischen Universität Darmstadt. 1984 arbeitete GRIS mit dem Zentrum für Graphische Datenverarbeitung zusammen. Eine aus dieser Zusammenarbeit hervorgegangene Arbeitsgruppe wurde von der Fraunhofer-Gesellschaft übernommen und daraus entstand 1987 das Fraunhofer-Institut für Graphische Datenverarbeitung (Fraunhofer IGD). Gründungsdirektor des Fraunhofer IGD war José Luis Encarnação. Das Institut war eines der ersten Forschungsinstitute, die sich mit Internet-Technologien beschäftigte.
1996 wurde Johannes Buchmann auf den Lehrstuhl für Theoretische Informatik am Fachbereich Informatik berufen. Das Jahr gilt als die Geburtsstunde für die IT-Sicherheit an der Technischen Hochschule Darmstadt. 2001 wurde Claudia Eckert, die gleichzeitig von 2001 bis 2011 das Fraunhofer SIT leitete, zur Professorin für Sicherheit in der Informationstechnik an der Technischen Universität Darmstadt ernannt. Es handelte sich um eine Stiftungsprofessur der Horst Görtz Stiftung. 2003 gründeten die Darmstädter Universitäten und Forschungseinrichtungen das Competence Center for Applied Security Technology (CAST), das größte Netzwerk für Cybersicherheit im deutschsprachigen Raum.
Die Institutionalisierung der IT-Sicherheit erfolgte 2002 mit der Gründung des Darmstädter Zentrums für IT-Sicherheit (DZI) unter Federführung von Johannes Buchmann und Claudia Eckert, das 2008 zum Center for Advanced Security Research Darmstadt (CASED) wurde. Gründungsdirektor von CASED war Johannes Buchmann. 2010 wurde Michael Waidner Direktor des Fraunhofer SIT. Auf die Bemühungen von Buchmann und Waidner hin wurde 2011 das European Center for Security and Privacy by Design (EC SPRIDE) gegründet. CASED und EC SPRIDE waren Teil von LOEWE, dem Forschungsexzellenzprogramm des Landes Hessen. Buchmann und Waidner entwickelten die Zentren zu den größten Forschungseinrichtungen für IT-Sicherheit in Europa.
2012 errichtete Intel das Intel Collaborative Research Institute for Secure Computing an der Technischen Universität Darmstadt. Es war die erste kooperative Forschungseinrichtung für IT-Sicherheit, die Intel außerhalb der Vereinigten Staaten errichtet hatte.
2014 errichtete die Deutsche Forschungsgemeinschaft (DFG) den Sonderforschungsbereich CROSSING an der Technischen Universität Darmstadt, der sich mit kryptographiebasierten Sicherheitslösungen beschäftigt. Der erste Sprecher von CROSSING war Johannes Buchmann.
2015 fusionierten CASED und EC SPRIDE zum Center for Research in Security and Privacy (CRISP). Im gleichen Jahr richtete die Deutsche Forschungsgemeinschaft das Graduiertenkolleg "Privatheit und Vertrauen für Mobile Nutzer" auf Bestreben von Max Mühlhäuser ein.
2016 beschloss das Bundesministerium der Finanzen, die Region um Darmstadt zu einem herausragenden Ort für den digitalen Wandel der Wirtschaft zu machen. Das Bundesministerium der Finanzen hat in der Region die Zentren Digital Hub Cybersecurity und Digital Hub FinTech eingerichtet, die der Vernetzung von Unternehmen, Forschungseinrichtungen und Start-ups dienen sollen.
Johannes Buchmann und sein Team begründeten international das Gebiet der Postquanten-Kryptographie. 2018 wurde das Signaturverfahren XMSS, das die Forscher an der TU Darmstadt entwickelten, der erste internationale Standard für Post-Quantum-Verfahren. XMSS ist das erste zukunftssichere und praktische Signaturverfahren mit minimalen Sicherheitsanforderungen. Die Arbeiten daran begannen 2003.
CRISP wurde zum 1. Januar 2019 zum Nationalen Forschungszentrum für angewandte Cybersicherheit aufgewertet und später in Athene umbenannt.
2022 trat die Goethe-Universität Frankfurt Athene bei.

## Forschungsschwerpunkte

### Forschungsbereiche
- Analytic Based Cybersecurity (ABC)
- Automatic Vulnerability Scanning and Verification (AVSV)
- Cryptography (CRYPTO)
- Legal Aspects of Privacy and IT Security (LeAP)
- Next Generation Biometric Systems (NGBS)
- Reliable and Verifiable Information through Secure Media (REVISE)
- Secure Autonomous Driving (SAD)
- Secure Urban Infrastructures (SecUrban)
- Secure Digital Transformation in Health Care (SeDiTraH)
- Security and Privacy in Artificial Intelligence (SenPAI)
- Trustworthy Data Ecosystems (TRUDATA)
- User-centered Security and Privacy (UCSP)[21]

## Claude Shannon Fellowship-Programm
Das Claude Shannon Fellowship-Programm ermöglicht jungen Wissenschaftlern im ATHENE ihre eigene Forschungsgruppe aufzubauen. Das Programm ist angelehnt an das Emmy-Noether-Programm der Deutschen Forschungsgemeinschaft. Benannt ist das Programm nach Claude Shannon, dem Begründer der Informationstheorie.
Fellows waren bisher:
- Thomas Schneider
- Michael Pradel
- Eric Bodden
- Lucas Davi
- Haya Schulmann